# Arbre de fumée
Arbre de fumée (Tree of Smoke) est un roman américain de Denis Johnson (1949-2017), publié en 2007 en anglais par les éditions Farrar, Straus and Giroux, et en français par Christian Bourgois éditeur en 2008.

## Trame narrative
Le roman de guerre suit chronologiquement le parcours de plusieurs personnages, de 1963 (assassinat de John F. Kennedy) à 1970, durant la guerre du Viêt Nam (1955-1975), essentiellement au Viêt Nam, très partiellement aux Philippines, et aux États-Unis, puis en 1983 en Malaisie pour les survivants : autant de parties que d'années.
Le duo Colonel-Jimmy travaille sur un programme baptisé « Labyrinthe ». Cartographie des tunnels.[...] Sans commanditaire ni paramètres définis, à Cao Phuc. Skip est intégré d'officie, pour travailler dans la maison du docteur Bouquet (soixante ans, mort dans un tunnel) au village de Cao Quyen (« La Montagne oubliée »), tenue par M. Tho et Mme Diu. Le travail consiste à intégrer une centaine de kilos de rapports d'interrogatoires et/ou à collecter des contes...

## Éditions
- Arbre de fumée [« Tree of Smoke »] (trad. de l'anglais), Paris, trad. Brice Matthieussent, Christian Bourgois Éditeur, coll. « Fictives », 2008, 679 p. (ISBN 978-2-267-01991-9, BNF 41302558)
- réédition, 2010, collection 10/18

## Réception
Les recensions francophones sont presque toutes favorables : « chef-d'œuvre », « roman monstre », « cet épais et dément roman conte la lente désintégration des êtres, et des âmes, par la guerre du Vietnam et la corrosion du pays ».

## Distinctions
- 2007 : National Book Award for Fiction, et sélection pour le prix Pulitzer[réf. nécessaire]